# 豊島秀範
豊島 秀範（とよしま ひでのり、1947年 - ）は、日本の文学者。専門は、中古文学・中世文学。特に物語文学・和歌文学・日記文学を研究。学位は、博士（文学）（國學院大學）。國學院大學名誉教授。弘前学院大学学長・弘前学院短期大学学長・群馬女子短期大学国文学科教授・國學院大學教授を歴任。

## 略歴
北海道士別市生まれ。千葉県我孫子市在住。
國學院大學文学部卒業。1976年（昭和51年）同大学院文学研究科博士課程単位取得退学。1976年（昭和51年）國學院大學久我山高等学校専任講師。1979年（昭和54年）弘前学院大学文学部専任講師。1982年（昭和57年）同文学部助教授。1990年（平成2年）同文学部教授。1991年（平成3年）弘前学院大学学長、弘前学院大学短期大学学長、同地域総合文化研究所長。1996年（平成8年）群馬女子短期大学国文学科教授。2003年（平成15年）國學院大學文学部教授。2018年（平成30年）國學院大學名誉教授
1973年（昭和48年）短歌誌『コスモス』入会。コスモス青森支部・コスモス千葉支部支部長。我孫子市短歌連盟代表。1971年～1998年（昭和46年～平成10年）青森県立郷土館民俗調査員。1996年（平成8年）『青森県史』編纂 民俗部会 専門委員。1996年（平成8年）儀礼文化学会 幹事・運営・編集委員。2012年（平成24年）12月～2019（令和元年）12月 我孫子市教育委員（教育長職務代理者）。2013年（平成25年）儀礼文化学会 事務局代表。

## 著書（文学）
- 『諸国図会　年中行事大成』（共著、儀礼文化学会編、桜楓社、昭和55年（1980））
- 『源氏物語忍草』上・下（西沢正二と共著、勉誠社（勉誠社文庫 119・120、昭和58年（1983））
- 『物語史研究』　（単著、おうふう、平成6年（1994））
- 『中世王朝物語を学ぶ人のために』（共著、世界思想社、平成9年（1997））
- 『源氏物語「平瀬本」の翻刻（桐壺～藤裏葉）』（編著・研究代表者　平成17年度 國學院大學特別推進研究助成金）
- 『源氏物語「平瀬本」の翻刻（若紫～夢浮橋）』（編著・研究代表者　平成18年度 國學院大學特別推進研究助成金）
- 『狭衣物語全註釈』Ⅱ（巻1下）　（共著、おうふう、平成19年（2007））
- 『狭衣物語全註釈』Ⅲ（巻2上）　（共著、おうふう、平成20年（2008））
- 『狭衣物語全註釈』Ⅳ（巻2下）　（共著、おうふう、平成21年（2009））
- 『狭衣物語全註釈』Ⅴ（巻3上）　（共著、おうふう、平成22年（2010））
- 『狭衣物語全註釈』Ⅵ（巻3中）　（共著、おうふう、平成23年（2011））
- 『狭衣物語全註釈』Ⅶ（巻3下）　（共著、おうふう、平成24年（2012））
- 『狭衣物語全註釈』Ⅷ（巻4上）　（共著、おうふう、平成26年（2014））
- 『狭衣物語「蓮空本」（巻四）の本文と注釈』（編著・研究代表　國學院大學助成金　　　　平成21年（2009））
- 『狭衣物語「蓮空本」（巻一）の本文と注釈』（編著・研究代表　國學院大學大学院助成金　平成28年（2016）
- 『狭衣物語「蓮空本」（巻二）の本文と注釈』（編著・研究代表　國學院大學大学院助成金　平成30年（2018）

- 『源氏物語本文の研究』　　　　　　　  （共編著、基盤研究Ａ、研究論文、  平成23年（2011））
- 『源氏物語本文の再検討と新提言』第1号　（共著、基盤研究A、研究報告書、平成20年（2008））
- 『源氏物語本文の再検討と新提言』第2号　（共著、基盤研究A、研究報告書、平成21年（2009））
- 『源氏物語本文の再検討と新提言』第3号　（共著、基盤研究A、研究報告書、平成22年（2010））
- 『源氏物語本文の再検討と新提言』第4号　（共著、基盤研究A、研究報告書、平成23年（2011））
- 『源氏物語本文のデータ化と新提言』第1号（共著、基盤研究C、研究報告書、平成24年（2012））
- 『源氏物語本文のデータ化と新提言』第2号（共著、基盤研究C、研究報告書、平成25年（2013））
- 『源氏物語本文のデータ化と新提言』第3号（共著、基盤研究C、研究報告書、平成26年（2014））
- 『源氏物語本文のデータ化と新提言』第4号（共著、基盤研究C、研究報告書、平成27年（2015））
- 『源氏物語本文のデータ化と新提言』第5号（共著、基盤研究C、研究報告書、平成28年（2016））
- 『源氏物語本文のデータ化と新提言』第6号（共著、基盤研究C、研究報告書、平成29年（2017））

## 著書（参考書）
- 『基礎から解釈へ　新しい古典文法』（共著、桐原書店、平成8年（1996））
- 『歴史に好奇心　知るを楽しむ』〈2007年6-7月〉（NHK出版、平成19年（2007））
- 『古文攻略　助動詞がわかれば古文は読める！』（監修）（小径社、平成27年（2015））

## 著書（辞典・事典）
- 『日本歳事辞典・まつりと年中行事』（共著、儀礼文化学会編、桜楓社、昭和56年（1981））
- 『日本まつりと年中行事事典』（共著、倉林正次編、桜楓社、昭和58年（1983））
- 『中世王朝物語・御伽草子事典』（神田龍身・西沢正史編、勉誠出版、平成14年（2002年））
- 『源氏物語事典』（林田孝和・原岡文子編、大和書房、平成14年（2002年））
- 『古典文学 作中人物事典』（西沢正史編・共著　東京堂出版　平成15年（2003））

## 著書（民俗）
- 『川口市史（民俗編）』（共著、埼玉県川口市発行、昭和55年（1980））
- 『小舟渡の民俗』　　　（共著、〈青森県三戸郡小舟渡〉、青森県立郷土館発行、昭和57年（1982））
- 『小田野沢の民俗』　　（共著、〈青森県下北郡東通村〉、青森県立郷土館発行、昭和58年（1983））
- 『深浦の民俗』　　　　（共著、〈青森県西津軽郡深浦町〉、青森県立郷土館発行、昭和59年（1984））
- 『脇元の民俗』　　　　（共著、〈青森県北津軽郡市浦村〉、青森県立郷土館発行、昭和60年（1985））
- 『宇鉄の民俗』　　　　（共著、〈青森県東津軽郡三厩村〉、青森県立郷土館発行、昭和61年（1986））
- 『蛇浦の民俗』　　　　（共著、〈青森県下北郡風間浦村〉、青森県立郷土館発行、昭和63年（1988））
- 『世増・畑内の民俗』　（共著、〈青森県三戸郡南郷村〉、青森県立郷土館発行、平成元年（1989））
- 『西越・田中の民俗』　（共著、〈青森県三戸郡新郷村〉、青森県立郷土館発行、平成2年（1990））
- 『上小倉平・下小倉平の民俗』（共著、〈青森県下北郡川内村〉、青森県立郷土館発行、平成3年（1991））
- 『小国の民俗』　　　　（共著、〈青森県南津軽郡平賀町〉、青森県立郷土館発行、平成4年（1992））
- 『大秋・白沢の民俗』　（共著、〈青森県中津軽郡西目屋村〉、青森県立郷土館発行、平成5年（1993））
- 『菖蒲川の民俗』　　　（共著、〈青森県三戸郡五戸町〉、青森県立郷土館発行、平成6年（1994））
- 『十和田市洞内の民俗』（共著、〈青森県十和田市〉、青森県立郷土館発行、平成7年（1995））
- 『むつ市奥内の民俗』　（共著、〈青森県むつ市〉、青森県立郷土館発行、平成8年（1996））
- 『諏訪堂の民俗』　　　（共著、〈青森県南津軽郡田舎館村〉、青森県立郷土館発行、平成9年（1997））
- 『再賀の民俗』　　　　（共著、〈青森県西津軽郡稲垣村〉、青森県立郷土館発行、平成10年（1998））
- 『馬淵川流域の民俗』　（青森県史叢書・南部1）（共著、青森県発行、平成11年（1999））
- 『小川原湖周辺と三本木台地の民俗』（青森県史叢書・南部2）（共著、青森県発行、平成13年（2001））
- 『下北半島北通りの民俗』（青森県史叢書・下北1）（共著、青森県発行、平成14年（2002））
- 『下北半島西通りの民俗』（青森県史叢書・下北2）（共著、青森県発行、平成15年（2003））
- 『岩木川流域の民俗』　　（青森県史叢書・津軽1）（共著、青森県発行、平成20年（2008））
- 『西浜と外ヶ浜の民俗』　（青森県史叢書・津軽2）（共著、青森県発行、平成22年（2010））
- 『青森県史』（民俗編 資料 南部）（共著、青森県発行、平成13年（2001））
- 『青森県史』（民俗編 資料 下北）（共著、青森県発行、平成19年（2007））
- 『青森県史』（民俗編 資料 津軽）（共著、青森県発行、平成26年（2014））
- 『青森県史』（民俗編 資料 通史）（共著、青森県発行、平成30年（2018））

## 論文（文学）
- 「源氏物語における年中行事の役割」　　　　　 （昭和49年（1974）3月『国学院大学大学院紀要』第5輯）
- 「王朝末期における物語制作上の技巧　－とりかへばや物語を中心にして－」（昭和49年（1974）11月『日本文学論究』第34冊）
- 「『夜の寝覚』の構造　－第四部をめぐって－」 （昭和51年（1976）3月『国学院大学大学院紀要』第7輯）
- 「宇津保物語における場面と時間　－行事と歌群との機能－」（昭和55年（1980）3月『弘前学院大学・短期大学紀要』第16号）
- 「『松浦宮物語』の構造と『無名草子』の評言」（昭和55年（1980）3月『学会誌』第6号（弘前学院大学国語国文学会））
- 「『狭衣物語』における物語展開の方法　－通過儀礼の果たす機能－」（昭和56年（1981）3月『弘前学院大学・短期大学紀要』第17号）
- 「 玉鬘の物語試論　－玉鬘の登場について－」　 （昭和56年（1981）3月『学会誌』第7号）
- 「〈衣〉の系譜　－狭衣・小夜衣・苔の衣－」　　（昭和57年（1982）3月『弘前学院大学・短期大学紀要』第18号）
- 「『苔の衣』の主題　－仏教的思惟による基調－」（昭和57年（1982）3月『学会誌』第8号）
- 「物語世界の変貌　－台頭する脇役たち－」　　　（昭和58年（1983）3月『弘前学院大学・短期大学紀要』第19号）
- 「『住吉物語』の作品世界　－躍動する女房たち－」（昭和58年（1983）3月『学会誌』第9号）
- 「思はぬ方にとまりする少将物語（堤中納言物語）」（昭和58年（1983）7月『体系物語文学史』第3巻所収 有精堂）
- 「「源氏物語」の世界序論　－中の品の女について－」（昭和58年（1983）7月『文華研究』第2号（文華研究会編））
- 「『住吉物語』試論　－年立上の期日と改作姿勢－」（昭和59年（1984）3月『弘前学院大学・短期大学紀要』第20号）
- 「『住吉物語』の改作姿勢　－物語内引用としての試論－」（昭和59年（1984）3月『弘学大語文』第10号(弘前学院大学国語国文学会)）
- 「『住吉物語』諸本論　－姫君の家出の場面を中心に－」（昭和60年（1985）3月『弘前学院大学・短期大学紀要』第21号）
- 「住吉物語「契沖本」の系譜上の位置」　　　　（昭和60年（1985）3月『弘学大語文』第11号）
- 「『住吉物語』論　－成田本・契沖本を中心に－」（昭和61年（1986）3月『弘前学院大学・短期大学紀要』第22号）
- 「『住吉物語』成田本・契沖本の相貌」　　　　（昭和61年（1986）3月『弘学大語文』第12号）
- 「『住吉大社神代記』にみる住吉明神の神威と神域－源氏物語に現れた住吉神信仰の背景として－」

　　　　　　　　　　　　　　　　　　　　　　　　（昭和62年（1987）3月『弘前学院大学・短期大学紀要』第23号）
- 「明石の君物語の再検討　－若菜巻での挿話と予言－」（昭和62年（1987）3月『弘学大語文』第13号）
- 「日本文芸研究史の課題　－『住吉物語』研究に即して－」（昭和62年（1987）6月『国学院雑誌』6月号）
- 「須磨・明石の巻における信仰と文学の基層－『住吉大社神代記』をめぐって－」（昭和62年（1987）7月『源氏物語の探究』第12輯  風間書房）
- 「物語文学の行方　－小夜衣物語を中心に－」　（昭和63年（1988）3月『弘学大語文』第14号）
- 「源氏物語における〈語り〉の機能序説」　　　（昭和63年（1988）3月『弘前学院大学・短期大学紀要』第24号）
- 「小夜衣物語」　　　　　　　　　　　　　　　（平成元年（1989）1月『体系物語文学史』第4巻 有精堂）
- 「苔の衣物語」　　　　　　　　　　　　　　　（平成元年（1989）1月『体系物語文学史』第4巻 有精堂）
- 「東下りと貴種流離譚　－伊勢物語－」　　　　（平成元年（1989）3月『日本民俗学大系』第9巻「文学と民俗学」所収（国学院大学編））
- 「『浅茅が露』論　－主題性を求めて－」　　　（平成元年（1989）3月『弘学大語文』第15号）
- 「『苔の衣』主題論　－冒頭表現との関わりにおいて－」（平成元年（1989）3月『弘前学院大学・短期大学紀要』第25号）
- 「絶対的存在の欠落 －女三宮登場の意味－」　  （平成2年（1990）3月『弘学大語文』第16号）
- 「『いはでしのぶ物語』論　－主題を求めて－」（平成2年（1990）3月『弘前学院大学・短期大学紀要』第26号）
- 「『しぐれ』論　－中世物語の展開－」　　　　（平成3年（1991）3月『弘前学院大学・短期大学紀要』第27号）
- 「 高照神社所蔵「源氏物語之詞」について－その1－」（平成3年（1991）9月『弘学大語文』第17号）
- 「住吉の神威　－須磨・明石・澪標の巻－」　　（平成4年（1992）5月『光る君の物語』（源氏物語講座3）勉誠社）
- 「和歌による物語の創造」　　　　　　　　　　（平成6年（1994）11月『國學院雑誌』11月号）
- 「『海人の刈藻』の発想」　　　　　　　　　　（平成6年（1994）7月『弘学大語文』第20号 弘前学院大学）
- 「紫の上論 ―主体的な女性像を求めて―」　 　 （平成7年（1995）3月『弘前学院大学・短期大学紀要』第31号）
- 「浮舟の物語論」　　　　　　　　　　　　　　（平成7年（1995）7月『広学大語文』大21号 弘前学院大学）
- 「中世の物語試論 ―『石清水物語』『無名草子』を手がかりに―」（平成9年（1997）3月『国文研究』第24号 群馬女子短期大学）
- 「中世王朝物語の展開」　　　　　　　　　　　（平成10年（1998）12月 『院友会学術振興会会報』第24号　國學院大學学術振興委員会）
- 「〔小夜衣〕考 ―歌語の伝統と変奏―」　　 　 （平成11年（1999）3月 『国文研究』第26号　群馬女子短期大学）
- 「歌語〔苔の衣〕の用法とその変遷」　　　　　（平成11年（1999）12月 『群馬女子短期大学紀要』第25号）
- 「福祉文化学の確立に向けて」　　　　　　　　（平成12年（2000）3月　『国文研究』第27号　群馬女子短期大学）
- 「儀礼的日常からの逸脱 ―〔幻〕の巻の手法―」（平成12年（2000）3月 『儀礼文化』第27号　儀礼文化学会）
- 「教育改革の課題 ―就労体験の実現化に向けて―」（平成12年（2000）12月『群馬女子短期大学紀要』第26号）
- 「中世王朝物語の時間・空間」　　　　　　　　（平成13年（2001）3月　『国文研究』第28号　群馬女子短期大学）
- 「『松陰中納言物語』の構成と主題」　　　　　（平成14年（2002）3月　『高崎健康福祉大学紀要』第1号）
- 「『松陰中納言物語』の特質 ―須磨・明石の巻との比較を中心に―」（平成14年（2002）5月『講座 平安文学論究』第16輯 風間書房）
- 「〔紹介〕伊藤博・宮崎荘平編『王朝女流文学の新展望』（平成15年（2003）10月『國學院雑誌』國學院大學）
- 「『狭衣物語』巻一の改作について ―伝為家筆本を中心に―」（平成16年（2004）3月『國學院大學大学院紀要―文学研究科―』第35輯）
- 「『夜の寝覚』末尾欠巻部分の展開」　　　　　（平成16年（2004）5月　『講座 平安文学論究』第18輯　風間書房）
- 「『夜の寝覚』末尾欠巻部分の検証 ―寝覚の上の偽死とまさこ君の勘当事件―」

　　　　　　　　　　　　　　　　　　　　　　 （平成17年（2005）10月 『國學院雑誌』第106巻 第10号 國學院大學 ）
- 「物語と人生儀礼 ―『源氏物語』の裳着を中心に―」（平成18年（2006）3月　『儀礼文化』第37号　儀礼文化学会）
- 「物語研究と国学 ―玉の小櫛の注釈姿勢―」　 （平成18年（2006）11月『國學院雑誌』第107巻 第11号 國學院大學）
- 「『源氏物語』と鎌倉時代物語 ―物語の収斂と変容―」（平成19年（2007）6月　『講座 源氏物語研究』第四巻　おうふう）
- 「河内本「平瀬家本」・「吉川家本」の実態 ―「花宴」巻―」（平成20年（2008）3月）

　　　　　　　　　　　　　　　　　　　　　　　　（文科省科研費 基盤研究（A）研究代表者　報告書『源氏物語本文の再検討と新提言 １』）
- 「『源氏物語』本文資料の再検討」　　　　　　（平成20年（2008）3月　『「國學院の学問』をひらく』）

　　　　　　　　　　　　　　　　　　　　　　　　　（國學院大學・短期大学文学系五学会連合フォーラム報告書）
- 「『源氏物語』と鎌倉時代物語 ―物語の収斂と変容―」（平成20年（2008）9月　『講座 源氏物語研究』第四巻　初版二刷発行 おうふう）
- 「國學院大學と源氏物語研究 ―明治・大正期を中心に―」（平成20年（2008）10月　『國學院雑誌』第109巻 第10号 特集「源氏物語研究」）
- 「源氏物語千年紀 ―絵でよむ源氏物語「柏木」巻を中心に―」（平成20年（2008）12月『神社新報』神社庁〈東京大神宮での講演〉）
- 「絵で読む源氏物語」　　　　　　　　　　　　(平成21年（2009）3月)

　　　　　　　　　　　　　　　　　　　　　　　　（科研費 基盤研究（A）研究代表者　報告書『源氏物語本文の再検討と新提言 ２』）
- 「平瀬本「竹河」巻に混入した『狭衣物語』巻二本文の実態」（平成21年（2009）3月　『國學院大學大学院紀要―文学研究科―』第40輯）
- 「久我家嫁入本『源氏物語』の特徴 ―画像の比較を通して―」（平成21年（2009）9月 『平安文学研究』第１号　國學院大學大学院）
- 「『夜の寝覚』のなになり、袖の氷とけずは」の解釈をめぐって」（平成21年（2009）10月）

　　　　　　　　　　　　　　　　　　　　　　　　（横井孝・久下裕利編『平安後期物語の新研究　寝覚と浜松を考える』新典社）
- 「物語と歌謡 ―狭衣物語に即して―」　　　　　（平成21年（2009）11月　『國學院雑誌』國學院大學）
- 「吉川家本（毛利家伝来『源氏物語』）の目録と巻末注記 ―七毫源氏との比較―」（平成22年（2010）3月）

　　　　　　　　　　　　　　　　　　　　　　　　（科研費 基盤研究（A）研究代表者　報告書『源氏物語本文の再検討と新提言 ３』）
- 「「柏木」巻 主要十一本 対校の特徴 ―巻別校本の具体例に則して―」（平成22年（2010）3月）

　　　　　　　　　　　　　　　　　　　　　　　　（科研費 基盤研究（A）研究代表者　報告書『源氏物語本文の再検討と新提言 ３』）
- 「アメリカ議会図書館本の和歌表記の特徴 ―和歌の一行散らし書きを中心に―」

　　　　　　　　　　　　　　　　　　　　　　　（平成22年（2010）9月『平安文学研究』第２号　國學院大學大学院）
- 「アメリカ議会図書館本『源氏物語』の実態 ―和歌の一行散らし書きと本文の特質―」（平成23年（2011）3月）

　　　　　　　　　　　　　　　　　　　　　　　（『物語文学研究』第13号　國學院大學物語文学研究会 発行）
- 「『源氏物語』本文の実態 ―「花散里」巻―吉川史料館蔵（毛利家伝来・大内家伝来）『源氏物語』を中心に―」（平成23年（2011）3月）

　　　　　　　　　　　　　　　　　　　　　　　（科研費 基盤研究（A）研究代表者　報告書『源氏物語本文の再検討と新提言 ４』）
- 「『源氏物語』本文の実態 ―「野分」巻―吉川史料館蔵（毛利家伝来・大内家伝来）『源氏物語』を中心に―」（平成23年（2011）3月）

　　　　　　　　　　　　　　　　　　　　　　　（科研費 基盤研究（A）研究代表者　報告書『源氏物語本文の再検討と新提言 ４』）
- 「翻刻資料『源氏物語』「花散里」「野分」本文対校表」（共著）（平成23年（2011）3月）

　　　　　　　　　　　　　　　　　　　　　　　（文科省科研費 基盤研究（A）研究代表者　報告書『源氏物語本文の再検討と新提言 ４』）
- 「「吉川家本」（毛利家伝来本・大内家伝来本）と「平瀬家本」の本文の特徴 ―「蓬生」「関屋」を中心に―」（平成24年（2012）3月）

　　　　　　　　　　　　　　　　　　　　　　　（文科省科研費 基盤研究（C）研究代表者　報告書『源氏物語本文のデータ化と新提言 １』）
- 「翻刻資料『源氏物語』「桐壺」「関屋」「蓬生」本文対校表」（共著）（平成24年（2012）3月）

　　　　　　　　　　　　　　　　　　　　　　　（文科省科研費 基盤研究（C）研究代表者　報告書『源氏物語本文の再検討と新提言 １』）
- 「『源氏物語』松風・総角の本文 ―蓬左文庫蔵の鎌倉期写本―」（平成25年（2013）3月）

　　　　　　　　　　　　　　　　　　　　　　　（『志能風草』（復刊）創刊号　國學院大學 王朝文学研究会）
- 「物語を支える儀礼文化 ―寺社詣でと花宴―」　（平成25年（2013）3月　『儀礼文化学会紀要』第1号 儀礼文化学会）
- 「翻刻資料『源氏物語』「帚木」本文対校一覧」（共著）（平成25年（2013）3月）

　　　　　　　　　　　　　　　　　　　　　　　（文科省科研費 基盤研究（C）研究代表者　報告書『源氏物語本文の再検討と新提言 ２』）
- 「『源氏物語』「平瀬家本」本文の特徴 ―「蓬生」巻を中心に―」（平成25年（2013）3月）

　　　　　　　　　　　　　　　　　　　　　　　（文科省科研費 基盤研究（C）研究代表者　報告書『源氏物語本文の再検討と新提言 ２』）
- 「アメリカ議会図書館本『源氏物語』本文の実態 ―「桐壺」巻を中心に―」（平成25年（2013）3月
- 『平安文学研究』第4号　國學院大學大学院）
- 「天皇の和歌 ―後鳥羽院の四季の和歌を中心に―」（平成25年（2013）3月　『國學院雑誌』第114巻 第8号　〈特集：天皇と和歌〉）
- 「翻刻資料『源氏物語』「空蝉」「夕顔」本文対校一覧」（共著）（平成26年（2014）3月）

　　　　　　　　　　　　　　　　　　　　　　　（文科省科研費 基盤研究（C）研究代表者　報告書『源氏物語本文の再検討と新提言 ３』）
- 「遠州の憧れた定家の世界 ―すぐれた書承と創作と―」（平成26年（2014）12月　『天齎』小堀遠州顕彰会会報）
- 「河内本の本文の特徴 ―「夕顔」巻を中心に―」（平成27年（2015）3月）

　　　　　　　　　　　　　　　　　　　　　　　（文科省科研費 基盤研究（C）研究代表者　報告書『源氏物語本文のデータ化と新提言 ４』）
- 「『源氏物語』空蝉巻の本文 ―「おもほす」「おぼす」の用例を中心に―」（平成27年（2015）12月）

　　　　　　　　　　　　　　　　　　　　　　　（『むらさき』52号〈研究余滴〉紫式部学会編　武蔵野書院）
- 「（書評）西村亨著『新考 源氏物語の成立』　　（平成28年（2016）　　　「図書新聞」9月10日付に掲載）
- 「（書評）西村亨著『新考 源氏物語の成立』　　（平成28年（2016）12月　『武蔵野文学』64号　武蔵野書院）
- 「河内本の本文の特徴 ―「若紫」巻を中心に―」（平成28年（2016）3月）

　　　　　　　　　　　　　　　　　　　　　　　（文科省科研費 基盤研究（C）研究代表者　報告書『源氏物語本文のデータ化と新提言 ５』）
- 「物語本文の研究 ―『源氏物語』と『狭衣物語』と―」（平成30年（2018）1月号　『國學院雑誌』國學院大學）
- 「河内本の本文の特徴 ―「夕顔」「若紫」を中心に―」（平成30年（2018）3月　『國學院大學大学院紀要―文学研究科―』第49輯）
- 「河内本の本文の特徴 ―「紅葉賀」巻を中心に―」（平成30年（2018）3月）

　　　　　　　　　　　　　　　　　　　　　　　（文科省科研費 基盤研究（C）研究代表者　報告書『源氏物語本文のデータ化と新提言 ５』）

## 論文（民俗学）
・「青森県の葬制試論 －通夜と葬儀の順序をめぐって－」（単著）（平成１年（1989）３月　
　　　　　　　　　　　　　　　　　　　　　　　　　　　　　　　『弘前学院大学・同短期大学 地域総合文化研究所紀要』第１号 ）
　・「青森県の婚姻習俗試論 －シュウゲンでの杯事、婿の不在、およびオチツキを中心に－」（単著）（平成２年（1990）３月　
　　　　　　　　　　　　　　　　　　　　　　　　　　　　　　　『弘前学院大学・同短期大学 地域総合文化研究所紀要』第２号）
   ・「青森県の産育習俗試論 －出産１週間後の習俗を中心に－(その１) 」（単著）（平成 3年（1991） 5月
　　　　　　　　　　　　　　　　　　　　　　　　　　　　　　   『弘前学院大学・同短期大学 地域総合文化研究所紀要』第３号）                           ・「 出産の習俗 －マクラビキを中心に－」　　　　　　　（単著）（平成 3年（1991）9月（『儀礼文化』第16号　儀礼文化学会発行）
   ・「青森県の産育習俗試論 －出産１週間後の習俗を中心に－(その２)」（単著）（平成 4年（1992）8月 
　　　　　　　　　　　　　　　　　　　　　　　　　　　　　 　　『弘前学院大学・同短期大学 地域総合文化研究所紀要』第４号） 　　　                 ・「調査報告書　－鰺ヶ沢町の生活・教育に関するアンケート－」（共著）（平成４年（1992）８月
　　　　　　　　　　　　　　　　　　　　　　　　　　　　　　　 『弘前学院大学・同短期大学 地域総合文化研究所紀要』第４号） 
  ・「青森県の婚姻習俗 －〈近迎え〉の実態と意義および〈若い衆〉の役割－」（単著）（平成 5年（1993）7月
　　　　　　　　　　　　　　　　　　　　　　　　　　　　　　　 『弘前学院大学・同短期大学 地域総合文化研究所紀要』第５号）
   ・「青森県浪岡町の行事・習俗に対する青年の意識と役割」　（単著）　平成６年（1994）３月
　　　　　　　　　　　　　　　　　　　　　　　　　　　　　　 　『弘前学院大学・同短期大学 地域総合文化研究所紀要』第６号）
　・「青森県浪岡町の行事・習俗に対する青年の意識と役割  （単著）平成６年(1994)８月
                                                        『弘前学院大学・短期大学地域総合文化研究所紀要』第６号
　・「青森県を中心とする葬送儀礼の特徴 --儀礼文化の学的方法をめざして--」（単著）（平成10年（1998）10月30日
　　　　　　　　　　　　　　　　　　　　　　　　　　　　　　　　『儀礼文化』第25号　儀礼文化学会 発行　92～112頁）
　・「葬送儀礼の変容 ---死体処理の方法と魂の在処 ---」（単著) （平成13年（2001）１月１日 
　　　　　　　　　　　　　　　　　　　　　　　　　　　　　　　　 『東北民俗学研究』第７号　61～74頁）
　・「真澄の描いた人のこころ」　　　　　　　　　　　 （単著）（平成13年（2001）３月20日
　　　　　　　　　　　　　　　　　　　　　　　　　　　　　　　　 『真澄研究』第５号　36～50頁　秋田県立博物館 菅江真澄資料センター）
　・「葬式を支えた組織の変容」　　　　　　　　　　　　(単著) （平成14年（2002）６月15日
　　　　　　　　　　　　　　　　　　　　　　　　　　　　　　　 　『青森県の民俗』第２号（青森県民俗の会）42～49頁
　・「猿賀神社 やなぎからみ神事」　　　　　　　　　　（単著）（平成15年（2003）１月　
　　　　　　　　　　　　　　　　　　　　　　　　　　　　　　　　 「國學院大學広報」「正月の行事」　　　
　・「婚姻 ─亀田郡・函館市・上磯郡・松前郡の事例 ─」（単著）（平成15年（2003）３月20日　
　　　　　　　　　　　　　　　　　　　　　　　　　　　　　　　　 『儀礼文化』第32号　儀礼文化学会）69～85頁
　・「青森県から道南への婚姻の実態調査 ─ 函館およびその周辺地域 ─」（単著）（平成15年（2003）３月30日
　　　　　　　　　　　　　　　　　　　　　　　　　　　　　　　   『高崎健康福祉大学紀要』第２号 　81～108頁）
　・「菅江真澄の記した婚姻儀礼」　　　　　　　　　　 （単著）（平成15年（2003）４月30日  
　　　　　　　　　　　　　　　　　　　　　　　　　　　　　　　　『悠久』第93号（おうふう） 72～87頁）
・「シロとクロの儀礼 ─ シロからクロへの変容 ─」    （単著）（平成15年（2003）７月
　　　　　　　　　　　　　　　　　　　　　　　　　　　　　　　　『青森県の民俗』第３号（青森県民俗の会）89～100頁）
　・「青森県の成人および労働の習俗 ─ エボシオヤ・エボシムスコ、カレゴを中心に─」（単著）（平成15年（2003）９月30日
　　　　　　　　　　　　　　　　　　　　　　　　　　　　　　　　『儀礼文化』第33号（儀礼文化学会） 7～78頁）
　・「葬送と婚姻の記録（上）─「香典帳」「法要帳」および「婚礼祝儀控」─」（単著）（平成１６年（2004）４月２０日
　　　　　　　　　　　　　　　　　　　　　　　　　　　　　　　   『儀礼文化』第３４号（儀礼文化学会）全９６頁 ／ ６７～８４頁）
　・「葬送と婚姻の記録（下）─「香典帳」「法要帳」および「婚礼祝儀控」─」（単著）（平成１６年（2004）１０月２０日
　　　　　　　　　　　　　　　　　　　　　　　　　　　　　　　　『儀礼文化』第３５号（儀礼文化学会）全９６頁 ／ ７７～８８頁）　
　・「青森県から道南への婚姻・漁業などによる人の移動 ─ 茅部郡・山越郡を中心に ─」（単著）（平成17年（2005）6月25日
　　　　　　　　　　　　　　　           　　　　　　　　　　 　　　『青森県の民俗』第５号 （青森県民俗の会）89～99頁） 
　・「葬送儀礼と魂」　　　　　　　　　　　　　　　　（単著）（平成１８年（2006）２月２８日　『日本文化と神道』第２号 115～134頁
　　　　　　　　　　　　　　　　　　　　　　　　　　　　　　　　 國學院大學（文部科学省21世紀ＣＯＥプログラム）
　　　　　　　　　　　　　　　　　　　　　　　　　　　　　　　　　　　　　　「神道と日本文化の国学的研究発信の拠点形成」）
　・「東北の巫者――青森県を中心に――」　　　　　（単著）（平成１８年（2006）１２月２３日『日本文化と神道』第３号  全532頁／81～105頁
　　　　　　　　　　　　　　　　　　　　　　　　　　　　　　　　國學院大學（文部科学省21世紀ＣＯＥプログラム）
　　　　　　　　　　　　　　　　　　　　　　　　　　　　　　　　　　　　　　「神道と日本文化の国学的研究発信の拠点形成」）
・「青森県のシャマニズム習俗研究」　　　　　　　　（共著）（平成１９年（2007）１月１５日
　　　　　　　　　　　　　　　　　　　　　　　　　　　『神道と日本文化の国学的研究発信の拠点形成　研究報告Ⅰ』　全300頁／186～207頁
　　　　　　　　　　　　　　　　　　　　　　　　　　　共同執筆者：舟木勇治（奨励研究員）・山本真理子（大学院後期課程・資料整理協力者））
　・「葬送儀礼─無遺体葬への移行─」　　　　　　　（単著）（平成20年（2008）8月10日 掲載 1,200字
　　　　　　　　　　　　　　　　　　　　　　　　　　　　　　　　　　　　（新聞 東奧日報「民俗が語る　あおもり」の欄）                     
　・「白装束（死者の衣装）と湯灌」　　　　　　　　（単著）（平成21年（2009）10月20日 掲載 1,200字）
　　　　　　　　　　　　　　　　　　　　　　　　　　　　　　　　　　　   （新聞 東奧日報「民俗が語る　あおもり」の欄）
　・「添え嫁・添え婿」　　　　　　　　　　　    　 （単著）（平成21年（2009）12月15日 掲載 1,200字）
　　　　　　　　　　　　　　　　　　　　　　　　　　　　　　　　　　　　 （新聞 東奧日報「民俗が語る　あおもり」の欄）
　 ・「葬列（行列）の順序と作法」　　　　　　　　 （単著）（平成22年（2010）２月23日 掲載 1,200字）
　　　　　　　　　　　　　　　　　　　　　　　　　　　　　　　　　　　　（新聞 東奧日報「民俗が語る　あおもり」の欄）
　 ・「葬儀の衣裳──シロからクロへの変容──」　（単著）（平成26年（2014）12月19日 掲載　1,200字、写真２枚）
　　　　　　　　　　　　　　　　　　　　　　　　　　　　　　　　　　　　 （新聞 陸奥新報社「津軽の人と暮らし」〈13〉の欄）